# Блесак
Блесак (фр. Blessac) насеље је и општина у централној Француској у региону Лимузен, у департману Крез која припада префектури Обисон.
По подацима из 2011. године у општини је живело 523 становника, а густина насељености је износила 29,46 становника/km². Општина се простире на површини од 17,75 km². Налази се на средњој надморској висини од 550 метара (максималној 665 m, а минималној 406 m).

## Демографија
| 1962. | 1968. | 1975. | 1982. | 1990. | 1999. | 2011. |
| ----- | ----- | ----- | ----- | ----- | ----- | ----- |
| 292   | 316   | 342   | 411   | 495   | 488   | 523   |

График промене броја становника у току последњих година